# Dichondra
Dichondra é um género botânico pertencente à família Convolvulaceae.